# الثور السماوي

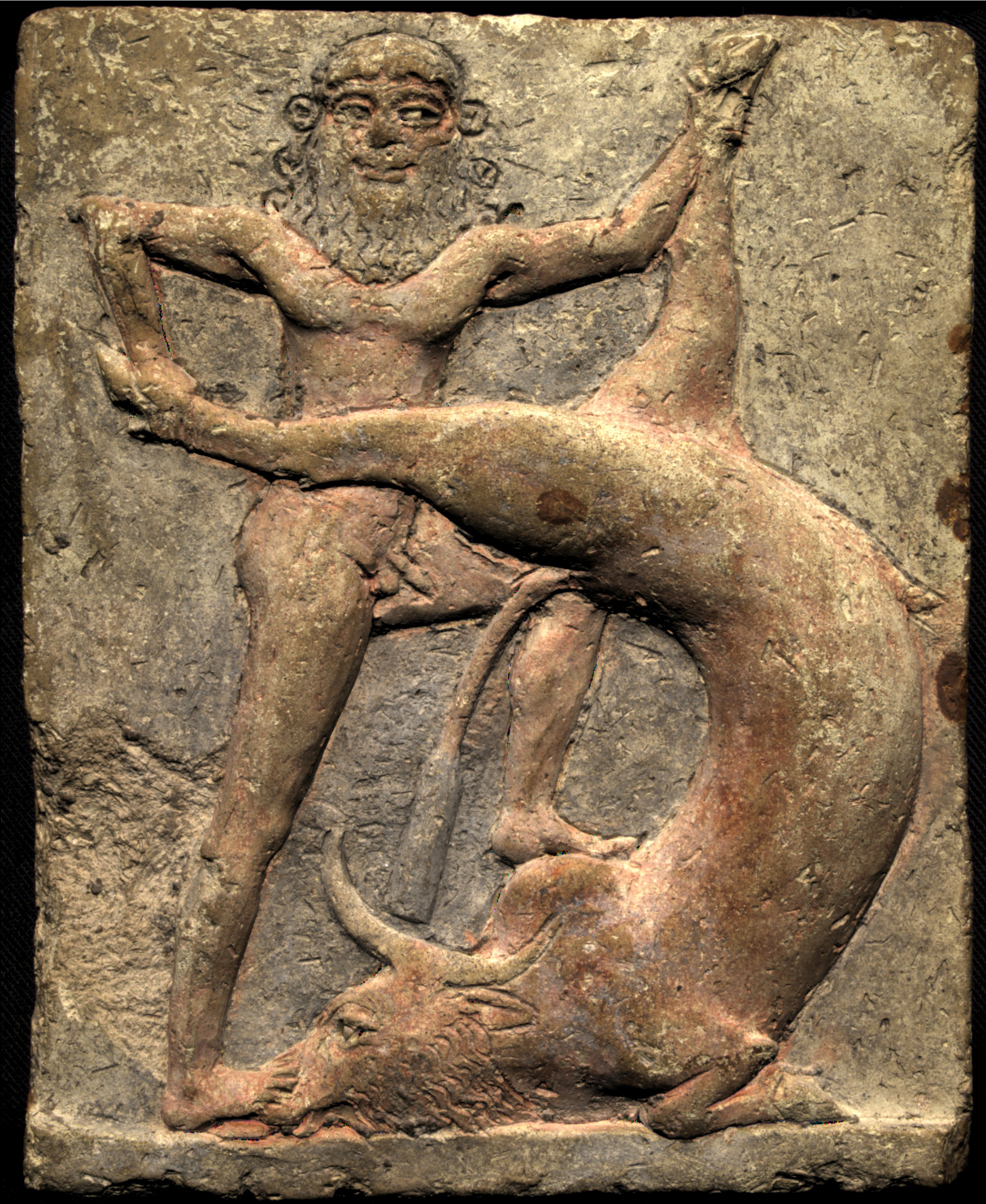
نقش من الطين القديم في بلاد الرافدين (2250 - 1900 قبل الميلاد) يظهر جلجامش وهو يقتل ثور السماء، حلقة موصوفة في اللوح السادس من «ملحمة جلجامش»

في أساطير بلاد الرافدين القديمة ثور السماء هو وحش أسطوري تم محاربته من قبل البطل جلجامش. وقصة ثور السماء لها نسختان مختلفتان: واحدة مسجلة في قصيدة سومرية سابقة ونسخة لاحقة في ملحمة جلجامش الأكدية الشهيرة. في القصيدة السومرية، يتم إرسال الثور لمهاجمة جلجامش من قبل الإلهة إنانا لأسباب غير واضحة. تأتي الرواية الأكدية الأكثر إكتمالا في اللوح السادس لملحمة جلجامش، حيث يرفض جلجامش الإغراءات الجنسية للإلهة عشتار (المعادل السامي الشرقي لإنانا)، مما دفع عشتار الغاضبة إلى مطالبة والدها آنو بخلق الثور السماوي حتى ترسله لمهاجمة جلجامش في الوركاء. فعملت على التذرع للإله (شمش) لإعطائها الثور السماوي الذي تُحارب به جلجامش، فكان الإله متردداً، لكنها عقدت صلة مع الإله (إنليل) للتشفع عند الإله (آنو) من أجل الحصول على الثور السماوي
أعطاها آنو الثور وأرسلته لمهاجمة جلجامش ورفيقه البطل إنكيدو الذان يقتلا الثور معاً. ثم قام إنكيدو بقطع فخذ الثور السماوي الأيمن ورماه في وجه عشتار مستهزئاً بها. أدى ذبح الثور إلى قيام مجمع الآلهة بإدانة إنكيدو بالموت، وهو حدث حفز خوف جلجامش من الموت، وهو ما دفعه في الجزء المتبقي من الملحمة في بحثه عن الخلود. تم ربط هذا الثور مع كوكبة الثور وربما تحمل أسطورة ذبحه أهمية فلكية لبلاد الرافدين. تمت مقارنة جوانب القصة بحكايات لاحقة في الشرق الأدنى القديم، بما في ذلك أساطير من أوغاريت، وقصة يوسف في كتاب سفر التكوين وأجزاء من الملاحم اليونانية القديمة كـ (الإلياذة والأوديسة).

## الميثولوجيا

### جلجامش وثور السماء
في القصيدة السومرية جلجامش وثور السماء، يقتل جلجامش وإنكيدو ثور السماء الذي أرسلته الإلهة إنانا لمهاجمتهم. تختلف حبكة هذه القصيدة اختلافًا جوهرياً عن المشهد المقابل لها في ملحمة جلجامش الأكدية اللاحقة. في القصيدة السومرية لا يبدو أن إنانا تطلب من جلجامش أن يصبح خليلها كما فعلت في الملحمة الأكدية اللاحقة. علاوة على ذلك، بينما تجبر والدها «آنو» على إعطائها الثور السماوي، بدلاً من التهديد بإقامة الموتى لأكل الأحياء كما فعلت في الملحمة اللاحقة، فإنها تهدد فقط بإطلاق «صرخة» تصل إلى الأرض.

### ملحمة جلجامش
في اللوح السادس من ملحمة جلجامش الأكدية الشهيرة، بعد أن رفض جلجامش محاولاتها الجنسية، تذهب عشتار إلى الجنة حيث تشكو إلى والدتها آنتو ووالدها آنو. تطالب آنو بإعطائها ثور السماء وتهددها إذا رفض تقوم بتحطيم أبواب العالم السفلي وإقامة الموتى ليأكلوا الأحياء. اعترض آنو في البداية على طلب عشتار، وأصر على أن ثور السماء مدمر للغاية لدرجة أن إطلاقه سيؤدي إلى سبع سنوات من المجاعة. صرحت عشتار أنها خزنت ما يكفي من الحبوب لجميع الناس وجميع الحيوانات على مدى السنوات السبع المقبلة. في النهاية، وافق آنو على مضض على إعطاء الثور لعشتار، وعندها أطلق العنان لها على العالم، مسببة دماراً شاملاً.
ينفخ النفس الأول للثور حفرة في الأرض يسقط فيها مائة رجل، ويعمل نفس الثور الثاني حفرة أخرى، محاصرة مائتي شخصاً آخرين. يعمل جلجامش وإنكيدو معًا لقتل الثور ؛ يسير إنكيدو خلف الثور ويسحب ذيله فيمسك انكيدو الثور من قرنيه وينادي على جلجامش ليضع السيف في المنطقة القاتلة ويلقي جلجامش سيفه في عنق الثور ويقتله. يقوم جلجامش وإنكيدو بتقديم قلب الثور إلى إله الشمس (شمش). بينما كان جلجامش وإنكيدو مستريحين، تقف عشتار على جدران الوركاء وتلعن جلجامش. يمزق إنكيدو فخذ الثور الأيمن ويلقيه في وجه عشتار.
تدعو عشتار «المحظيات والمومسات والعاهرات» وتأمرهم بالحزن على ثور السماء. في هذه الأثناء كان كلكامش يقيم احتفالاً بهزيمة ثور السماء. يبدأ اللوح السابع بسرد إنكيدو لحلم رأى فيه آنو وإيا وشمش يعلنون أن جلجامش أو إنكيدو يجب أن يموتوا كعقاب لقتله ثور السماء. فاختاروا إنكيدو، الذي سرعان ما يمرض ويموت بعد أن حلم بالعالم السفلي. يصف اللوح الثامن حزن جلجامش الذي لا يطاق على وفاة صديقه وتفاصيل جنازة إنكيدو. أصبح موت إنكيدو حافزاً لخوف جلجامش من موته، وهو ما يمثل محور الجزء المتبقي من الملحمة.

## الرمزية والتمثيل

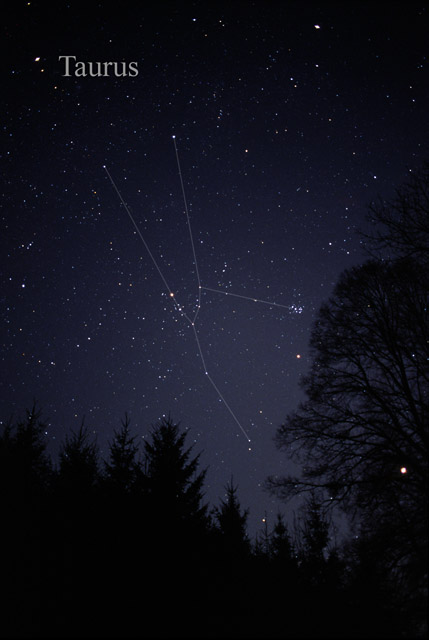
تم تمثيل ثور السماء بالكوكبة الثور (برج الثور).

تظهر العديد من الصور عن ذبح ثور السماء في الأعمال الموجودة في الفن القديم لبلاد الرافدين. ومن التمثيلات شائعة التي تظهر بشكل خاص على الأختام الأسطوانية للإمبراطورية الأكدية (ق. 2334 - 2154 قبل الميلاد). حيث تظهر أن الثور كان مصوراً بوضوح على أنه ثور ذو حجم كبير وشراسة بشكل غير طبيعية. غير أنه من غير الواضح بالضبط ما يمثله ثور السماء. يعتقد مايكل رايس أن الثور قد يمثل زلزالاً، لأن الثيران بشكل عام كانت مرتبطة على نطاق واسع بالزلازل في الثقافات القديمة. كما يفترض أن الثور قد يمثل الصيف، الذي كان فترة جفاف وقحط للناس في بلاد الرافدين القديمة. لاحظ عالما الآشوريات جيريمي بلاك وأنتوني جرين، أن ثور السماء تم تحديده بكوكبة الثور ويذهبان بأن سبب قيام إنكيدو بقذف فخذ الثور بوجه عشتار في ملحمة جلجامش بعد هزيمته قد يكون محاولة لشرح سبب الذي يبدو عليه أن الكوكبة تفقد أرباعها الخلفية.
يدافع رايس أيضاً عن التفسير الفلكي لذبح الثور مشيراً إلى أن كوكبة الكلب الأكبر تم تمثيلها أحياناً بشكل أيقوني في النصوص المصرية القديمة على أنها فخذ ثور، على الرغم من أنه أشار إلى أنه لا يوجد دليل على هذا التعريف في سومر. كما لاحظ أن الفخذ كان يستخدم غالباً في نصوص الشرق الأدنى القديمة كبديل للأعضاء التناسلية. كما لاحظ جوردون وريندسبيرغ أن فكرة قذف ساق ثور على شخص ما «كإهانة رهيبة» يتم إثباتها عبر منطقة جغرافية واسعة من الشرق الأدنى القديم وأنها تتكرر في الأوديسا وهي قصيدة ملحمية يونانية قديمة. يعتبر بعض العلماء أن ثور السماء هو نفس شخصية جوجالانا زوج ارشكيجال الذي ذكرته إنانا في نزولها إلى العالم السفلي.

## التأثير على القصص اللاحقة

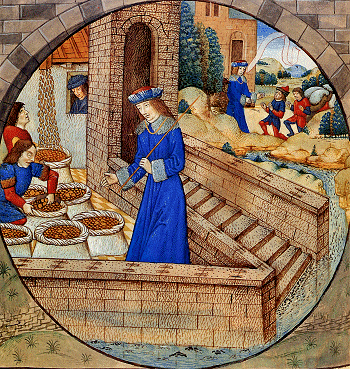
تخزين عشتار للحبوب لمدة سبع سنوات يوازي تخزين يوسف في الكتاب المقدس سفر التكوين الذي كتب بعد "ملحمة جلجامش.

لاحظ سيراس إتش غوردون وغاري ريندسبورغ إنه قد تم العثور على فكرة المجاعة وتخزين الإمدادات المتمثلة في سبع سنوات من المجاعة بعد وفاة أحد الأبطال في منطقة الشرق الأدنى موثقة في الأسطورة الأوغاريتية في موت أقهات وتسبق موضوع شخص يتنبأ بسبع سنوات من المجاعة مقدماً ويخزن الإمدادات موجود أيضاً في القصة العبرية ليوسف في سفر التكوين. وفقاً للباحث الألماني الكلاسيكي والتر بوركرت فإن المشهد الذي تأتي فيه عشتار أمام آنو لتطلب منه ثور السماء بعد أن رفضها جلجامش يتوازى بشكل مباشر مع مشهد من الكتاب الخامس من الإلياذة. في ملحمة جلجامش اشتكت عشتار إلى والدتها أنتو، لكن آنو وبّخها قليلاً. في مشهد من الإلياذة أصيبت أفروديت (التطور اليوناني المتأخر لعشتار) على يد البطل اليوناني دايوميدس أثناء محاولتها إنقاذ ابنها إينياس. فهربت إلى جبل الأوليمبوس حيث صرخت إلى والدتها ديون واستهزأت بها أختها أثينا ووبخها والدها زيوس. ونلاحظ أن اسم ديون هو تأنيث لزيوس، تماماً كما أن أنتو هو شكل أنثوي لأسم آنو. لا تظهر ديون في الإلياذة باستمرار، حيث تكون قرينة زيوس هي الإلهة هيرا. لذلك خلص بوركرت إلى أنه من الواضح أن ديون هي ترجمة اقتراضية لأنتو.
يلاحظ الباحث الكلاسيكي البريطاني غراهام أندرسون أن رجال أوديسيوس في الأوديسة يقتلون ماشية هيليوس المقدسة ويدينهم الآلهة بالإعدام لهذا السبب، تماماً مثل إنكيدو في ملحمة جلجامش عندما يقتل الثور السماوي. ويذكر مارتن ويست أن أوجه التشابه أعمق من مجرد حقيقة أنه في كلتا الحالتين فإن المخلوقات المذبوحة هي أبقار معفاة من الموت الطبيعي. ففي كلتا الحالتين يكون الشخص أو الأشخاص المحكوم عليهم بالموت رفقاء للبطل الذي يجبر موتهم أو موته على مواصلة البطل الرحلة بمفرده. ويشير أيضاً إلى أنه في كلتا الحالتين، تصف الملحمة نقاشاً بين الآلهة حول ما إذا كان يجب أن يموت المذنب أم لا وأن تهديد هيليوس لزيوس إذا لم ينتقم من ذبح ماشيته في الأوديسة أمر بالغ الأهمية. على غرار تهديد عشتار لآنو عندما كانت تطالب بالثور في ملحمة جلجامش. يقارن بروس لاودن استهزاء إنكيدو بعشتار مباشرة بعد ذبح ثور السماء بتهكم أوديسيوس للعملاق بوليفيموس في الكتاب التاسع من الأوديسة. وفي كلتا الحالتين نشاهد غطرسة البطل بعد انتصار ظاهري تقود إلهاً إلى لعنه.

### قائمة المراجع
- أندرسون، غراهام (2000). حكاية في العالم القديم. نيويورك ستي، نيويورك ولندن، أنجلترا: Routledge. ISBN:978-0-415-23702-4. مؤرشف من الأصل في 2023-05-21.
- بلاك، جيريمي؛ جرين، انتوني (1992)، الآلهة والشياطين ورموز بلاد ما بين النهرين القديمة: قاموس مصور، مطبعة المتحف البريطاني، ISBN:978-0714117058
- بوركرت، والتر (2005)، "الفصل العشرون: اتصالات الشرق الأدنى"، في فولي، جون مايز (المحرر)، رفيق الملحمة القديمة، مدينة نيويورك ، نيويورك ولندن ، إنجلترا: بلاكويل للنشر، ISBN:978-1-4051-0524-8، مؤرشف من الأصل في 2022-10-15
- دالي، ستيفاني (1989)، أساطير من بلاد ما بين النهرين: الخليقة والطوفان وجلجامش وغيرها، أكسفورد ، إنجلترا: مطبعة جامعة أكسفورد، ISBN:978-0-19-283589-5، مؤرشف من الأصل في 2022-02-13
- فونتينروز، جوزيف أيدي (1980) [1959]، بايثون: دراسة أسطورة دلفي وأصولها، بيركلي ، كاليفورنيا ، لوس أنجلوس ، كاليفورنيا ، ولندن ، إنجلترا: مطبعة جامعة كاليفورنيا، ISBN:978-0-520-04106-6، مؤرشف من الأصل في 2023-04-16
- غوردون، سايروس؛ ريندسبورغ، غاري (1997) [1953]، الكتاب المقدس والشرق الأدنى القديم، مدينة نيويورك ، نيويورك ولندن ، إنجلترا: دبليو دبليو نورتون وشركاه، ISBN:978-0-393-31689-6، مؤرشف من الأصل في 2023-05-08
- جاكوبسن، ثوركيلد (1976)، كنوز الظلام: تاريخ ديانة بلاد ما بين النهرين، نيو هافن ، كونيتيكت ولندن ، إنجلترا: مطبعة جامعة ييل، ISBN:978-0-300-02291-9، مؤرشف من الأصل في 2023-06-02
- لاودن، بروس (2011)، ملحمة هوميروس والشرق الأدنى، Cأمبريدج ، إنجلترا: مطبعة جامعة كامبريدج، ISBN:978-0-521-76820-7، مؤرشف من الأصل في 2023-05-08
- باول، باري (2012) [2004]، "جلجامش: أسطورة بطولية"، أسطورة كلاسيكية (ط. السابع)، لندن، إنجلترا: بيرسون، ص. 336–350، ISBN:978-0-205-17607-6، مؤرشف من الأصل في 2023-04-04
- بريك، لويز أم. (2017)، عشتار، نيويورك ولندن: روتليدج، ISBN:978-1-138--86073-5، مؤرشف من الأصل في 2023-04-09
- رايس، ميشيل (1998)، قوة الثور، مدينة نيويورك ، نيويورك ولندن ، إنجلترا: Routledge، ISBN:978-0-415-09032-2، مؤرشف من الأصل في 2023-05-09
- تيغاي، جيفري أتش. (2002) [1982]، تطور ملحمة جلجامش، واكوندا ، إلينوي: دار بولتشي-كاردوتشي للنشر.، ISBN:978-0-86516-546-5، مؤرشف من الأصل في 2023-05-12
- ويست، أم. إل. (1997)، الوجه الشرقي للهليكون: عناصر غرب آسيا في الشعر والأسطورة اليونانية، أكسفورد ، إنجلترا: مطبعة كلارندون، ISBN:978-0-19-815221-7، مؤرشف من الأصل في 2023-05-13